# Bipalium nobile
Bipalium nobile ist eine Art der Landplanarien, die in Japan entdeckt wurde.

## Merkmale
Bipalium nobile ist eine sehr lange Landplanarie mit einer Länge von bis zu einem Meter. Wie bei anderen Arten der Gattung Bipalium ist der Kopf verbreitert, so dass er eine Halbmondform hat. Bipalium nobile hat eine blasse gelblich-braune Rückenfärbung mit fünf dunkelbraunen Längsstreifen. Der Kopf hat in der Regel eine dunklere Färbung als der Rest des Körpers.
Studien zeigten, dass Bipalium nobile eine hohe Regenerationsfähigkeit besitzt, die ähnlich der Regeneration von Dugesia ist.

## Verbreitung
Über die Verbreitung und den Lebensraum von Bipalium nobile ist wenig bekannt. Die Art wurde erstmals Ende der 1970er Jahre in Tokio entdeckt. Da es keine Funde in vorherigen Untersuchungen in dieser Region gab, vermuten die Forscher, dass die Landplanarie hierhin eingeführt wurde.